# Kärlek & anarki
Kärlek & anarki (també reconegut com a Love & Anarchy) és una sèrie de televisió web sueca. És una comèdia romàntica, produïda per FLX i distribuïda per Netflix.
A més, és la segona sèrie en llengua sueca, després de Quicksand, que s'incorpora al catàleg de la plataforma Netflix.
Aquesta mini sèrie que compta amb capítols d'una durada de 25 minuts aproximadament ha estat creada per Lisa Langseth i compta amb el guió d'Alex Haridi, amb la col·laboració de la creadora. Es va estrenar el 4 de novembre del 2020 per internet. Compta amb les crítiques d'alguns mitjans de comunicació a FilmAffinity: «Un entreteniment intel·ligent i absurd per a adults que a més fa pensar» (Jan Lumholdt: Cineuropa).
La segona temporada es va estrenar a Netflix la primavera de 2022, també amb 8 episodis.

## Sinopsi
La sèrie gira entorn d'una assessora casada i mare de dos fills i el seu company de feina, molt més jove que ella, quan es veuen atrapats en un passatemps que desafia les normes socials. Aquest acaba derivant en un joc de seducció entre ells dos que els acabarà comportant conseqüències en les seves vides.

## Episodis
| Número d'episodis | Títol                                             | Dirigit per:  | Escrit per:               | Dia d'emissió          |
| --- | ------------------------------------------------- | ------------- | ------------------------- | ---------------------- |
| 1 | «Com començà tot»                                 | Lisa Langseth | Lisa Langseth Alex Haridi | 4 de novembre del 2020 |
| Sofie clava la pota quan el seu company de treball Max l'enxampa en una situació compromesa. Sense adonar-se'n han començat un joc de desafiaments. |                                                   |               |                           |                        |
| 2 | «Sorpren-me»                                      | Lisa Langseth | Lisa Langseth Alex Harid  | 4 de novembre del 2020 |
| El primer desafiament que Max planteja a Sofie posa a Friedrich i a Denis en un compromís, en veure's involucrats en un manuscrit mal redactat sobre el director Ingmar Bergman. |                                                   |               |                           |                        |
| 3 | «StreamUs»                                        | Lisa Langseth | Lisa Langseth Alex Harid  | 4 de novembre del 2020 |
| L'adaptació d'un llibre porta a Friedrich de cap. Els jocs entre els dos companys fa que la seva atracció s'intensifiqui. |                                                   |               |                           |                        |
| 4 | «Un treball fix»                                  | Lisa Langseth | Lisa Langseth Alex Harid  | 4 de novembre del 2020 |
| Ronny i Sofie donen bones notícies a la plantilla. Mentrestant, Max s'implica en aconseguir un treball fix en l'empresa. |                                                   |               |                           |                        |
| 5 | «La fira del llibre»                              | Lisa Langseth | Lisa Langseth Alex Harid  | 4 de novembre del 2020 |
| A Max se li'n va el joc de les mans i provoca greus conseqüències en l'empresa. Això portarà la seva relació a un altre nivell. |                                                   |               |                           |                        |
| 6 | «Remordiments»                                    | Lisa Langseth | Lisa Langseth Alex Harid  | 4 de novembre del 2020 |
| L'equip comença a patir les conseqüències del desafiament de Max per part de Sofie. Això provoca que Sofie deixi de parlar amb Max, aquest, però, no es rendeix i va a buscar-la a la seva casa. |                                                   |               |                           |                        |
| 7 | «Ayahuasca»                                       | Lisa Langseth | Lisa Langseth Alex Harid  | 4 de novembre del 2020 |
| El matrimoni de Sofie passa per un mal moment. Per altra banda, Max visita a la seva família en un intent de complir un repte personal. Friedrich es troba en un viatge espiritual que el conduirà a consumir ayahuasca. |                                                   |               |                           |                        |
| 8 | «El present, la eternitat i un paquet de mesures» | Lisa Langseth | Lisa Langseth Alex Harid  | 4 de novembre del 2020 |
| En assabentar-se que la Sofie havia portat la seva filla a visitar el seu pare al pavelló psiquiàtric, el seu marit fa amenaces inconcretes sobre el seu estat mental, que fan que la Sofie deixi la feina i accepti el seu suggeriment de traslladar-se a Londres durant un any. Parteix peres abruptament amb en Max a la feina, dient-li que només era un joc. |                                                   |               |                           |                        |

## Personatges (principals i secundaris)

### Principals
- Ida Engvoll com a Sofie

- Björn Mosten com a Max

### Secundaris
- Johannes Bah Kuhnke com a Johan

- Björn Kjellman com a Ronny

- Reine Brynolfsson com a Friedrich

- Gizem Erdogan com a Denise

- Carla Sehn com a Caroline